# Песнь о любви и смерти корнета Кристофа Рильке
«Песнь о любви и смерти корнета Кристофа Рильке» (нем. Die Weise von Liebe und Tod des Cornets Christoph Rilke) — новелла Райнера Марии Рильке, написанная в 1899 году и опубликованная в 1906. Стала наиболее популярным произведением Рильке.

## Сюжет
Действие новеллы происходит в XVII веке. Главный герой — корнет австрийской армии Кристоф Рильке, который сражается с османами в Венгрии.

## История текста
По словам Рильке, изначальный вариант новеллы был написан за одну ночь осенью 1899 года. В 1904 году автор вернулся к этому произведению и переписал его заново, а в 1906 году опубликовал. Создание новеллы связано с интересом Рильке к XVII веку, появившимся ещё в военной школе, а также с верой автора в семейную легенду о дворянском происхождении.
Литературоведы характеризуют новеллу как образчик лирико-импрессионистской прозы. В этом произведении одновременно прославляется героическая гибель на поле брани и подчёркивается бессмысленность войны как таковой. «Песнь о любви и смерти» была особенно популярна во время обеих мировых войн. Франк Мартен написал по её мотивам одноимённую оперу.